# Jurij Žuravlëv
Jurij Igorevič Žuravlëv (in russo Юрий Игоревич Журавлёв?; Krasnodar, 29 giugno 1996) è un calciatore russo, difensore dello SKA-Chabarovsk.

## Caratteristiche tecniche
È un difensore centrale.

## Carriera

### Club
Il 25 luglio 2021 debutta in Prem'er-Liga giocando con l'Ufa l'incontro perso 1-0 contro il CSKA Mosca.

### Nazionale
Nel 2014 ha giocato 4 partite con la nazionale russa Under-18.

## Statistiche
Statistiche aggiornate al 28 febbraio 2021.

### Presenze e reti nei club
| Stagione        | Squadra            | Campionato      | Campionato | Campionato | Coppe nazionali | Coppe nazionali | Coppe nazionali | Coppe continentali | Coppe continentali | Coppe continentali | Altre coppe | Altre coppe | Altre coppe | Totale | Totale | Totale |
| Stagione        | Squadra            | Comp            | Pres       | Reti       | Comp            | Pres            | Reti            | Comp               | Pres               | Reti               | Comp        | Pres        | Reti        | Pres   | Reti   |        |
| --------------- | ------------------ | --------------- | ---------- | ---------- | --------------- | --------------- | --------------- | ------------------ | ------------------ | ------------------ | ----------- | ----------- | ----------- | ------ | ------ | ------ |
| 2015-2016       | Kuban'             | PL              | 0          | 0          | CR              | 1               | 0               |                    | -                  | -                  |             | -           | -           | 1      | 0      |        |
| 2016-2017       | Kuban'             | 1D              | 0          | 0          | CR              | 1               | 0               |                    | -                  | -                  |             | -           | -           | 1      | 0      |        |
| 2017-2018       | Kuban'             | 1D              | 0          | 0          | CR              | 1               | 0               |                    | -                  | -                  |             | -           | -           | 1      | 0      |        |
| 2016-2017       | Kuban'-2           | 2D              | 26         | 4          |                 | -               | -               |                    | -                  | -                  |             | -           | -           | 26     | 4      |        |
| 2017-2018       | Kuban'-2           | 2D              | 15         | 0          |                 | -               | -               |                    | -                  | -                  |             | -           | -           | 15     | 0      |        |
| 2018-2019       | Volgar' Astrachan' | 2D              | 28         | 1          | CR              | 4               | 1               |                    | -                  | -                  |             | -           | -           | 32     | 2      |        |
| 2019-2020       | Volgar' Astrachan' | 2D              | 18         | 1          | CR              | 2               | 0               |                    | -                  | -                  |             | -           | -           | 20     | 1      |        |
| 2020-2021       | Volgar' Astrachan' | 2D              | 41         | 1          | CR              | 1               | 0               |                    | -                  | -                  |             | -           | -           | 42     | 1      |        |
| 2021-2022       | Ufa                | PL              | 4          | 0          | CR              | 0               | 0               |                    | -                  | -                  |             | -           | -           | 4      | 0      |        |
| Totale carriera | Totale carriera    | Totale carriera | 132        | 7          |                 | 10              | 1               |                    | -                  | -                  |             | -           | -           | 142    | 8      |        |